# M274トラック
M274トラック（M274 Truck.Platform, Utility, 1/2 Ton, 4X4）は、アメリカ軍が使用していた物資運搬用の小型車両である。
Mule（ミュール：ラバの意）、もしくはMechanical Mule（メカニカル ミュール：機械のラバ）という愛称がつけられていた。

## 概要
第二次世界大戦の戦訓から、それまで用いられていた比較的小型の輸送車両、1/4トントラック（いわゆる"ジープ"）および3/4トントラック（ダッジM37）であっても空挺投下するものとしてはまだ大きく重く、また、東南アジアや南太平洋諸島の密林地帯の戦闘では小回りがきかず使い勝手が悪かったとして、より軽量小型の車両が求められたために開発されたもので、1948年よりJungle Burden Carrier（密林負荷輸送車）の名称で計画され、ウィリス社が開発を担当した。
1953年には試作車が完成したが、軍当局の中には「あまりに小さく能力が不足している」との評価もあり、様々な環境でのテストを経てM274として制式採用されたのは1957年のことである。同年よりボーエン・マクラフリン（Bowen McLaughlin）社とブランズウィック（Brunswick）社により生産が開始され、後期には生産会社はベイフィールド・インダストリー（Bayfield Industry）社に変更されて1970年代末までに総数11,240台が生産されて納入された。朝鮮戦争には間に合わなかったものの、ベトナム戦争で大量に用いられ、機関銃、無反動砲を始めとした重火器と物資の輸送に幅広く用いられた。テト攻勢の激戦と知られたフエ市街戦、無反動砲装備の本車が火力支援任務で大いに活躍し、 映像資料にも記録された。ベトナム戦争後には大量に民間に払い下げられ、現在でも多数の稼動車両が存在している。
1980年代に入るとM998四輪駆動軽汎用車（HMMWV）に更新されて退役したものの、M998は空挺用途その他には大型に過ぎると評価されたため、1997年よりディア・アンド・カンパニーの開発したジョン・ディア・ゲイター小型多輪輸送車が採用され、M-GatorおよびR-Gatorの名称でM274の後継車両として使用中である。

## 構成
非常に小型で簡易な構造をしているのが特徴で、大型台車にエンジンを搭載して自走式にしたようなスタイルである。プラットフォーム部とホイールはマグネシウム合金製であった。
2軸4輪の四輪駆動・四輪操舵で、水平対向式のエンジンを車体後部に装備し、トランスミッションは前進3速後進1速、これにHigh/Low2速のトランスファーを組み合わせたもので、センターデファレンシャルを持たない直結式のフルタイム4WDとなっている。操舵機構は逆位相式であった。車軸には緩衝装置が装備されておらず、走行時の衝撃吸収はタイヤの空気圧とシートのクッションに頼っている。
車体上面はフルフラットで、操縦士用シート以外の部分はすべて貨物積載スペースとなっており、最大で1,000ポンド（454 kg）を積載できる。

## 各型

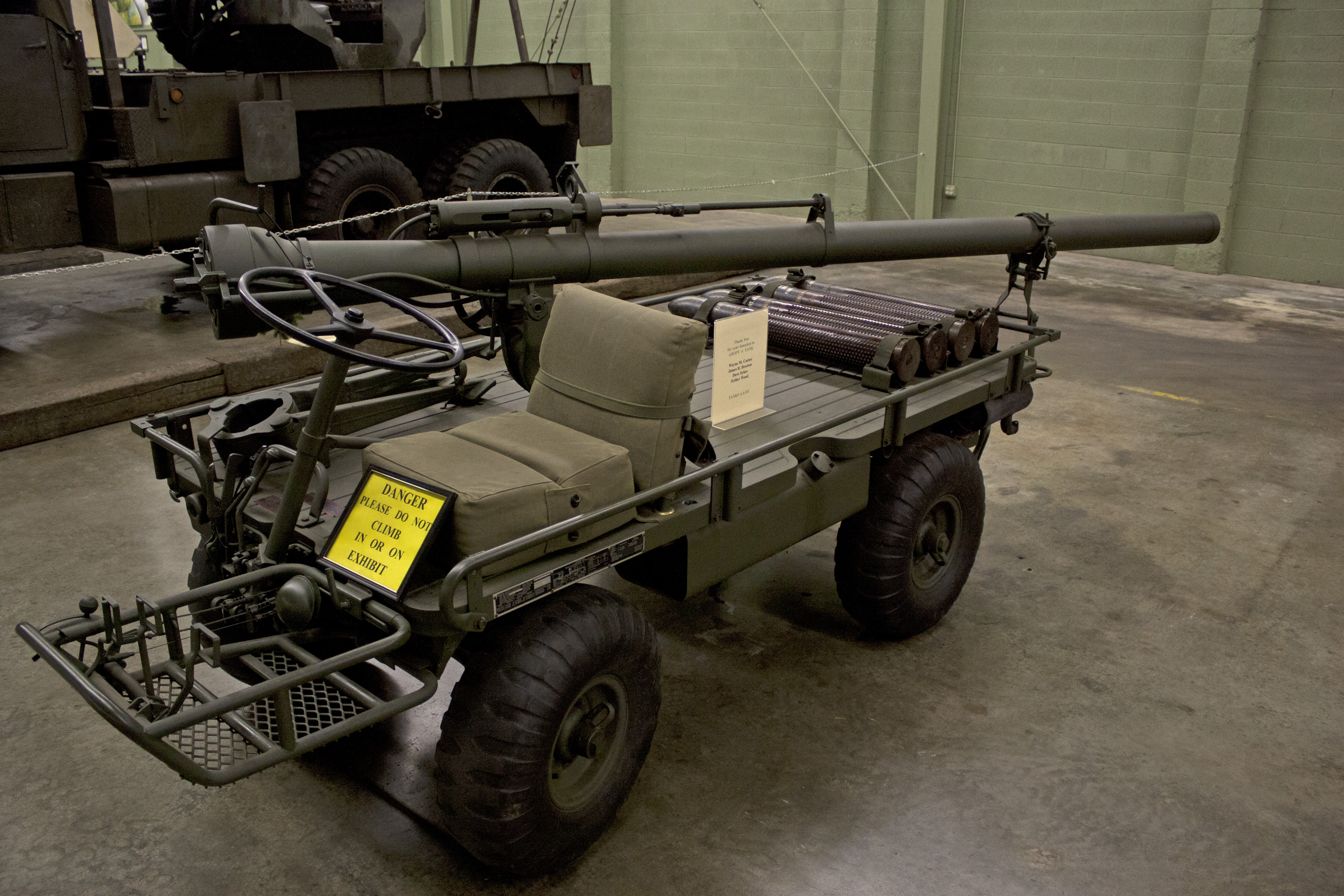
M40 106mm無反動砲を搭載したM274

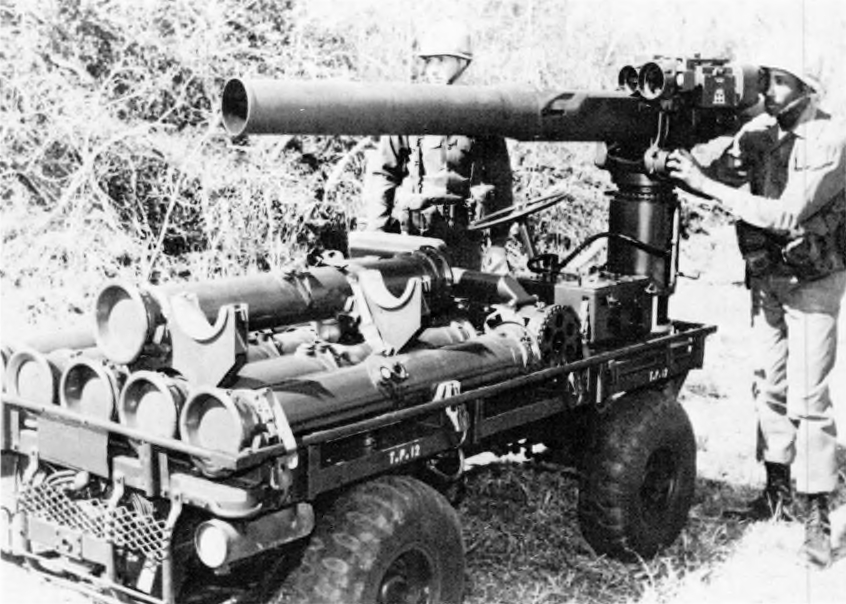
BGM-71 TOWを搭載したM274

M274
ウィリス製4気筒4サイクル水平対向空冷ガソリンエンジン（17馬力868cc）搭載
1956-1960年に2,452台が生産
M274A1
M274の改良型
1962-1964年に1,905台が生産
M274A2
コンチネンタル・ハーキュリーズ製2気筒2サイクル水平対向空冷ガソリンエンジン（15馬力690cc）搭載
1964-1967年に3,609台が生産
M274A3
M274のエンジンを換装しA2仕様とした改修型。
M274A4
M274A1のエンジンを換装しA2仕様とした改修型。
M274A5
荷台とホイールの材質をマグネシウム合金よりアルミニウム合金に変更、操舵機構を前輪のみの二輪操舵とした改良型。タイヤは8インチ幅のワイドタイプも用意され、ワイドタイヤを装着した車両は側面フェンダーが拡幅されている。24ボルトのバッテリーを搭載、エンジン始動方法を電気式とした他、前照灯などの電装品の装備を可能とした。
1965-1969年に2,400台が生産され、M274A2より1968-1970年に874台が改装されて製造された。
派生型としては、操縦席右側にブローニングM2重機関銃を搭載した武装型、M40 106mm無反動砲を搭載した自走砲型がベトナム戦争時に現地改造品として作られたことがある他、1970年代以降にはBGM-71 TOW対戦車ミサイルの発射装置と予備弾を搭載した対戦車車両タイプが作られている。

## その他
陸上自衛隊でも類似の車両を開発しており、61式特殊運搬車として採用されたが、5台で生産打ち切りとなった。
また、1960年代後半にオランダのDAFがPony（ポニー：小型の馬種の一つ）という小型多目的運搬車を本車の後継を狙って自主開発したが、アメリカ軍への採用はなされなかった。DAF Ponyは1968年に民間向けとしてキャビンを備えるなどの仕様変更を行ったものが700両ほど生産されたが、売り上げは芳しくなく、翌年には製造中止となっている。
前述のように、本車は1980年代以降大量に民間に放出され、主に山岳地帯でのアウトドア用軽車両として人気を博した。アメリカには各地にオーナーズクラブが結成されており、中古市場での人気も高い。本車を専門に扱うレストアショップやユーズドカーショップも存在する。民間で使用されている車両には、シートと籠状の足置き（leg basket）を前部右側に増設して二人乗り型としたものが多い。
香港の模型メーカー、ドラゴンモデルズから「M274ミュール106mm 無反動砲」としてM40 106mm無反動砲を搭載したタイプのものが1/35のプラモデルとして発売されている。
プラモデルとしてはアメリカのグレンコ社から1/15で発売された方が古く、ボックスアートが変わり再販もされている。